# Kabinett Schermerhorn/Drees

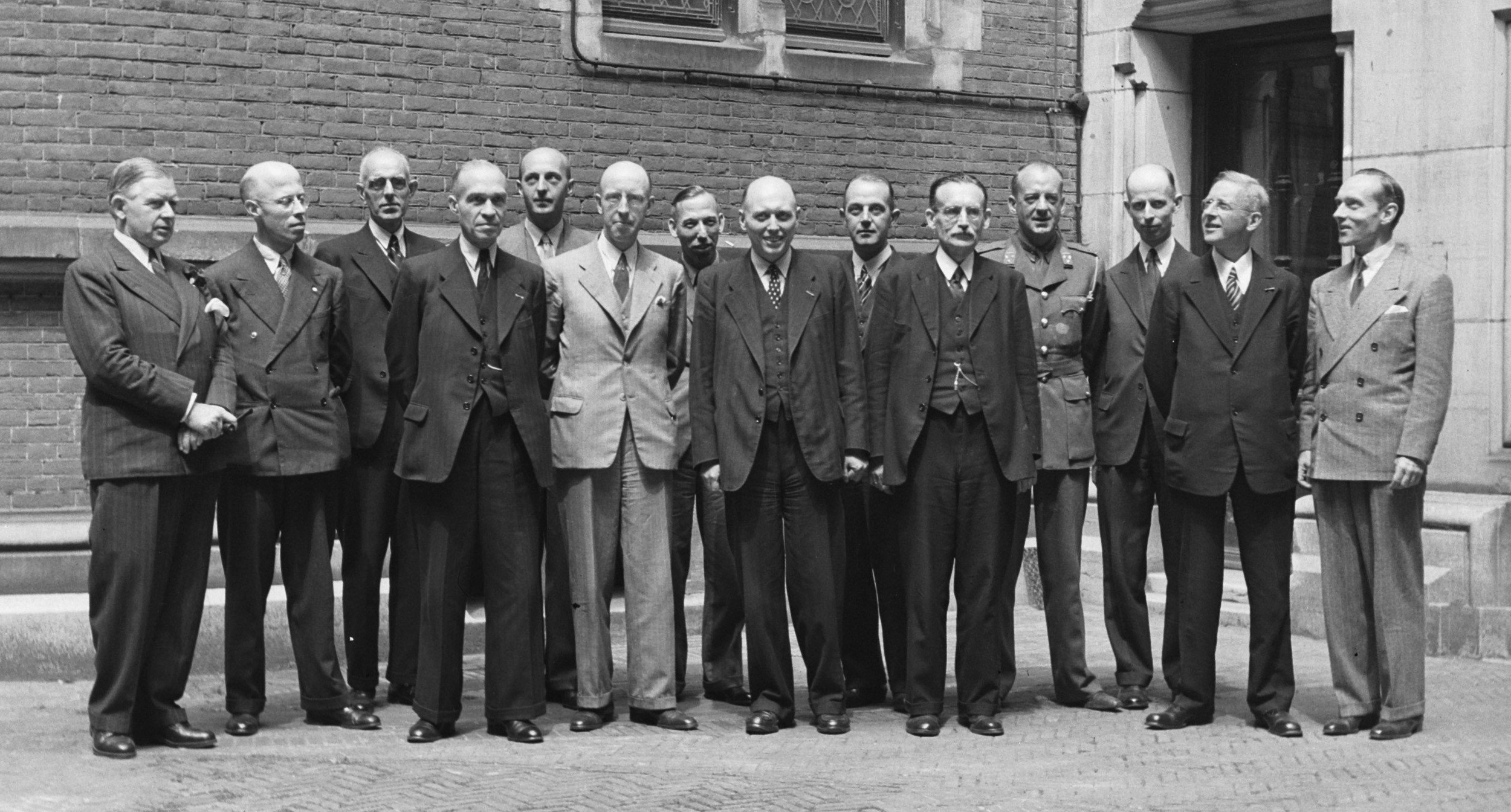
Die Minister des Kabinetts Schermerhorn/Drees am 4. Juni 1945

Das Kabinett Schermerhorn/Drees war die erste niederländische Regierung nach dem Ende der Besetzung der Niederlande im Zweiten Weltkrieg. 
Das Kabinett wurde am 24. Juni 1945 von Königin Wilhelmina ernannt und blieb bis 3. Juli 1946 im Amt. 
Am 17. Mai 1946 fanden Parlamentswahlen statt; danach formierte sich das Kabinett Beel I (KVP / PvdA) unter Louis Beel (KVP). 

## Minister
| Geschäftsbereich/Amt                                 | Minister                               | Partei    |
| ---------------------------------------------------- | -------------------------------------- | --------- |
| Ministerpräsident allgemeine Kriegsführung           | Willem Schermerhorn                    | VDB/PvdA  |
| Äußeres                                              | Eelco van Kleffens bis 1. März 1946    | parteilos |
| Äußeres                                              | Jan Herman van Roijen ab 1. März 1946  | parteilos |
| Justiz                                               | Hans Kolfschoten                       | RKSP/KVP  |
| Inneres                                              | Louis Beel                             | RKSP/KVP  |
| Bildung, Kunst und Wissenschaft                      | Gerardus van der Leeuw                 | SDAP/PvdA |
| Finanzen                                             | Piet Lieftinck                         | CHU/PvdA  |
| Krieg                                                | Jo Meynen                              | ARP       |
| Verkehr und Energie                                  | Steef van Schaik                       | RKSP/KVP  |
| Marine Schifffahrt                                   | Jim de Booy                            | parteilos |
| Öffentliche Arbeiten und Wiederaufbau                | Johan Ringers                          | parteilos |
| Handel und Gewerbe                                   | Hein Vos                               | SDAP/PvdA |
| Landwirtschaft, Fischerei und Lebensmittelversorgung | Sicco Mansholt                         | SDAP/PvdA |
| Soziales                                             | Willem Drees                           | SDAP/PvdA |
| Übersee-Territorien                                  | Johann Heinrich Adolf Logemann         | SDAP/PvdA |
| Minister ohne Geschäftsbereich                       | Jan Herman van Roijen bis 1. März 1946 | parteilos |
| Minister ohne Geschäftsbereich                       | Eelco van Kleffens ab 1. März 1946     | parteilos |